# Бабошино (Тульская область)
Бабошино — деревня в Дубенском районе Тульской области России.
В рамках административно-территориального устройства входит в Опоченский сельский округ Дубенского района, в рамках организации местного самоуправления включается в Воскресенское сельское поселение .

## География
Расположена на реке Сушка у впадения в Упу, в 14 км к северо-востоку от районного центра, посёлка городского типа Дубна, и в 32 км к западу от областного центра. 

## Население
| 2002 | 2010 |
| ---- | ---- |
| 340  | ↘318 |